# (5989) Sorin
(5989) Sorin (1976 QC1) – planetoida z pasa głównego asteroid okrążająca Słońce w ciągu 3,18 lat w średniej odległości 2,16 j.a. Odkryta 26 sierpnia 1976 roku.